# Szabó András (labdarúgó)
Szabó András (Budapest, 1962. november 23. –) labdarúgó, hátvéd, majd edző.

## Pályafutása

### Klubcsapatban
1980 és 1994 között 216 bajnoki mérkésen lépett pályára és 11 gólt szerzett.

### A válogatottban
Egyszeres olimpiai válogatott (1986), hatszoros utánpótlás válogatott (1982–83), egyszeres egyéb válogatott (1983).

## Sikerei, díjai

### Játékosként
- Magyar bajnokság
  - bajnok: 1989–90
  - 2.: 1986–87
  - 3.: 1980–81, 1987–88
- Magyar kupa
  - győztes: 1981, 1983, 1987